# پاچاراجو
پاچاراجو (به اسپانیایی: Paccharaju) یک کوه در پرو است که در منطقه انکاش واقع شده‌است. پاچاراجو ۵٬۷۴۹ متر بالاتر از سطح دریا واقع شده‌است.